# Nerva
Marcus Cocceius Nerva (8. november 30 – 27. januar 98), kendt som Nerva, var romersk kejser i årene 96 – 98, og grundlægger af adoptivkejsersystemet. 
Nerva var den første senator, som blev romersk kejser. Han tilhørte det gamle embedsaristokrati og var sønnesøn af én af kejser Tiberius' rådgivere. Som yngre synes han at have været en loyal civil embedsmand under de skiftende regimer, også Neros og Domitians. Efter mordet på den sidstnævnte udpegedes han af Senatet til statsoverhoved.
Hans korte regeringstid var præget af stabilisering og reformer. Han afviklede terrorsystemet, brugte penge af egen formue på at støtte landbefolkningen, og førte en sparepolitik mht. cirkuslege o. lign. Han fulgte nogle af Augustus' tanker op, og bestemte, at jordejere i Italien skulle modtage et lån mod sikkerhed i en mindre del af deres ejendom. For renterne, de til gengæld skulle betale (ca. 5 %), skulle der oprettes et fond til understøttelse af børn af fattige forældre. Derved tilførte han det italienske landbrug tiltrængt kapital billigt, samtidigt som midlerne blev kanaliseret i ønsket retning. Disse alimentar-stiftelser, som de blev kaldt, førtes videre af Trajan.
I Veleia ved Parma er der fundet bronzetavler, der oplyser om systemets formål og regnskab. Heraf fremgik, at otte gange så mange drenge som piger blev tilgodeset. Pigerne fik til overmål 25 % mindre end drengene. Ægtefødte børn modtog mere end børn født udenfor ægteskab. Den højeste ydelse gælder ægtefødte drenge, der fik 16 sestertser om måneden hver, hvad der tilsvarede fire daglønninger. Det var en betydelig hjælp, da den romerske kalender rummede 180 fest- og fridage i løbet af året, sådan at man normalt kun arbejdede det halve af årets og månedens dage.
Overfor militærets krav stod Nerva svagt (måtte bl.a. efter pres straffe Domitians mordere), men adopterede kort før sin død officeren Trajan, som medregent og efterfølger, og lagde derved fundamentet for 80 års stabilt styre.